# Extraordinärt tal
Inom talteorin är ett extraordinärt tal ett naturligt tal n vars största primtalsfaktor är strikt större än {\displaystyle {\sqrt {n}}} (talföljd A064052 i OEIS). Alla primtal är extraordinära.
Ett k-slätt tal har alla sina primtalsfaktorer mindre än eller lika med k, och därav är extraordinära tal icke-{\displaystyle {\sqrt {n}}}-släta.
De första extraordinära talen är:
2, 3, 5, 6, 7, 10, 11, 13, 14, 15, 17, 19, 20, 21, 22, 23, 26, 28, 29, 31, 33, 34, 35, 37, 38, 39, 41, 42, 43, 44, 46, 47, 51, 52, 53, 55, 57, 58, 59, 61, 62, 65, 66, 67, 68, 69, 71, 73, 74, 76, 77, 78, 79, 82, 83, 85, 86, 87, 88, 89, 91, 92, 93, 94, 95, 97, 99, 101, 102, … (talföljd A064052 i OEIS)
De första icke-prima extraordinära talen är:
6, 10, 14, 15, 20, 21, 22, 26, 28, 33, 34, 35, 38, 39, 42, 44, 46, 51, 52, 55, 57, 58, 62, 65, 66, 68, 69, 74, 76, 77, 78, 82, 85, 86, 87, 88, 91, 92, 93, 94, 95, 99, 102, …
Om vi betecknar antal extraordinära tal mindre än eller lika med n av u(n), då uppträder u(n) på följande sätt:
| n      | u(n)  | u(n) / n |
| 10     | 6     | 0,6      |
| 100    | 67    | 0,67     |
| 1000   | 715   | 0,715    |
| 10000  | 7319  | 0,7319   |
| 100000 | 70128 | 0,70128  |

Richard Schroeppel bevisade år 1972 att den asymptotiska sannolikheten att ett slumpmässigt valt tal är extraordinärt är ln(2). Med andra ord:
{\displaystyle \lim _{n\rightarrow \infty }{\frac {u(n)}{n}}=\ln(2)=0.693147\dots \,.}